# اورنجویل، میشیگان
اورنجویل (به انگلیسی: Orangeville Township) یک منطقهٔ مسکونی در ایالات متحده آمریکا است که در شهرستان بری، میشیگان واقع شده‌است.
 اورنجویل ۹۲٫۴ کیلومتر مربع مساحت و ۳٬۳۱۱ نفر جمعیت دارد و ۲۴۱ متر بالاتر از سطح دریا واقع شده‌است.